# COPAC
COPAC ( akronim od Consortium of Online Public Access Catalogues), skupni nacionalni, akademski i specijalistički knjižnički katalog britanskih istraživačkih knjižnica, nekoliko irskih i British Library. Omogućuje istovremeno pretraživati internetske kataloge glavnih sveučilišnih, specijalnih i nacionalnih knjižnica u UK i Irskoj, uključujući British Library, Nacionalnu knjižnicu Škotske i Nacionalnu knjižnicu Walesa.
Ima preko 40 milijuna zapisa iz više od 90 knjižnica, čime predstavlja široki raspon građe svih tema. COPAC je svima besplatno dostupan, i u širokoj je uporabi, i većina korisnika su visokoobrazovnih ustanova iz Ujedinjenog Kraljevstva ali i diljem svijeta. Korisnici cijene Copac kao istraživačko oruđe.
Copac se pretražuje preko preglednika ili klijenta Z39.50. Dostupan je preko sučelja OpenURL i Search/Retrieve via URL (SRU). Sučeljase može koristiti radi pribavljanja poveznica ka stvarima na Copacu s vanjskih mrežnih mjesta, poput onih korištenih na stranicama Instituta za povijesno istraživanje.
Copac je Jisc-ov servis omogućen za zajednicu iz Ujedinjenog Kraljevstva na osnovi dogovora s Istraživačkih knjižnica UK (RLUK). Servis se služi zapisima kojim ga opskrbljuju članovi RLUK-a, kao i rastući broj specijaliziranih knjižnica sa zbirkama od nacionalnog istraživačkog zanimanja. Puni popis prinositelja je dostupan uključujući Nacionalni trust za mjesta od povijesnog interesa ili prirodne ljepote, Kraljevski botanički vrtovi, Kew, knjižnica Middle Temple i knjižnica Institucije mehaničkih inženjera (IMechE).

## Vanjske poveznice
- COPAC  Arhivirana inačica izvorne stranice od 22. ožujka 2019. (Wayback Machine) (engleski)